# Nogent-en-Othe
Pour les articles homonymes, voir Nogent et Othe (homonymie).
Nogent-en-Othe est une commune française, située dans le département de l'Aube en région Grand Est, au cœur du Pays d'Othe.

## Géographie
| Saint-Mards-en-Othe |                 | Maraye-en-Othe |
|                     | Nogent--en-Othe |                |
| Sormery Yonne       |                 | Vosnon         |

Nogent-en-Othe est constitué de deux agglomérations, distantes de 3,9 km : Nogent-en-Othe proprement dit, également communément appelé le Bas-Nogent, et le Haut-Nogent.
Une des particularités de la commune est que, bien qu'entourée de nombreux bois, elle ne possède aucune forêt communale.

### Hydrographie
La commune est dans la région hydrographique « la Seine de sa source au confluent de l'Oise (exclu) » au sein du bassin Seine-Normandie. Elle n'est drainée par aucun cours d'eau,.

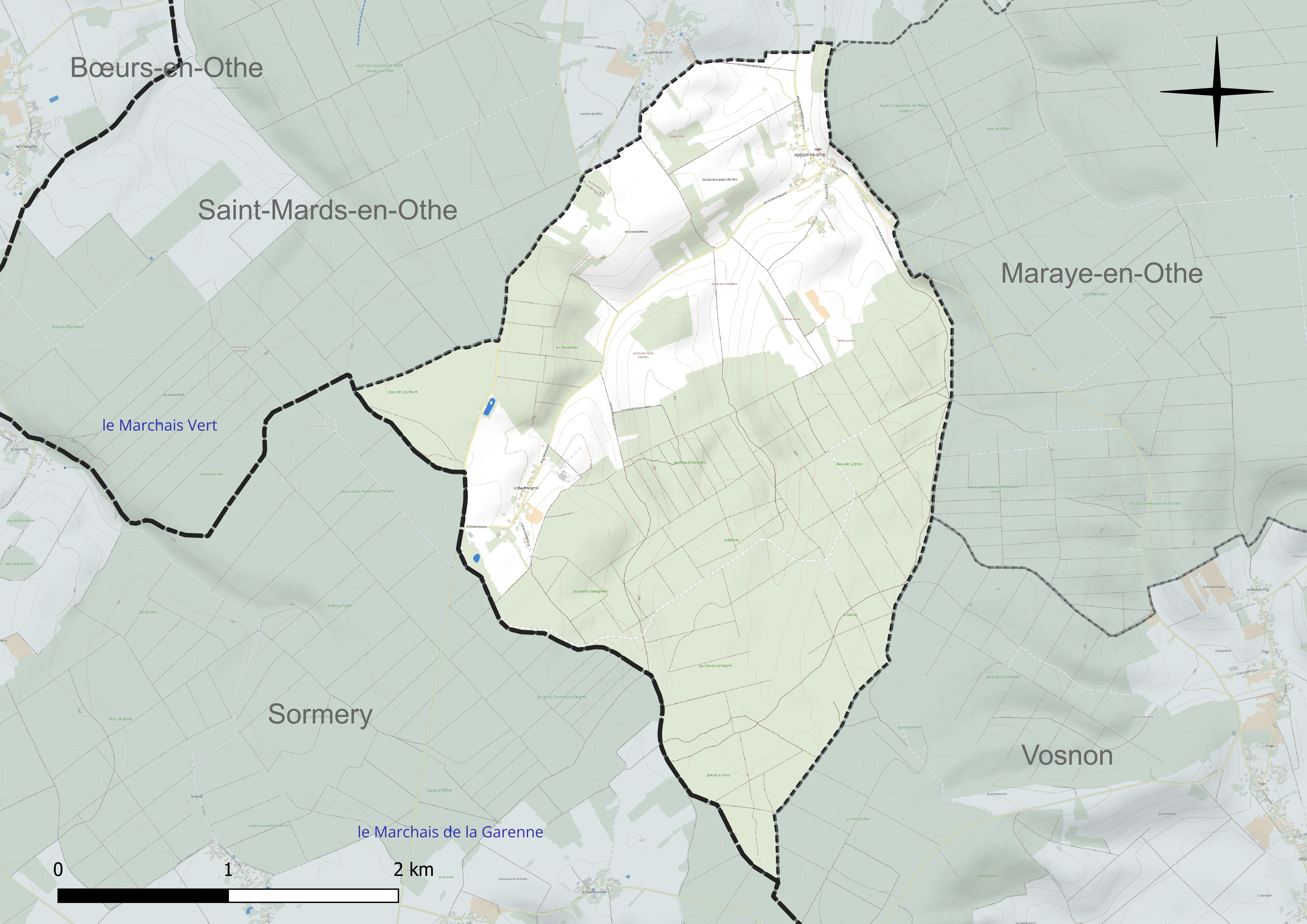
Réseau hydrographique de Nogent-en-Othe.

### Climat
Pour des articles plus généraux, voir Climat du Grand Est et Climat de l'Aube.
En 2010, le climat de la commune est de type climat océanique dégradé des plaines du Centre et du Nord, selon une étude du Centre national de la recherche scientifique s'appuyant sur une série de données couvrant la période 1971-2000. En 2020, Météo-France publie une typologie des climats de la France métropolitaine dans laquelle la commune est exposée à un climat océanique altéré et est dans la région climatique Lorraine, plateau de Langres, Morvan, caractérisée par un hiver rude (1,5 °C), des vents modérés et des brouillards fréquents en automne et hiver.
Pour la période 1971-2000, la température annuelle moyenne est de 10,3 °C, avec une amplitude thermique annuelle de 16 °C. Le cumul annuel moyen de précipitations est de 838 mm, avec 12,7 jours de précipitations en janvier et 7,9 jours en juillet. Pour la période 1991-2020, la température moyenne annuelle observée sur la station météorologique de Météo-France la plus proche, « Saint-Mards », sur la commune de Saint-Mards-en-Othe à 3 km à vol d'oiseau, est de 11,1 °C et le cumul annuel moyen de précipitations est de 759,6 mm. 
La température maximale relevée sur cette station est de 41,2 °C, atteinte le 25 juillet 2019 ; la température minimale est de −21,3 °C, atteinte le 2 janvier 1997,,.
Les paramètres climatiques de la commune ont été estimés pour le milieu du siècle (2041-2070) selon différents scénarios d'émission de gaz à effet de serre à partir des nouvelles projections climatiques de référence DRIAS-2020. Ils sont consultables sur un site dédié publié par Météo-France en novembre 2022.

## Urbanisme

### Typologie
Au 1er janvier 2024, Nogent-en-Othe est catégorisée commune rurale à habitat très dispersé, selon la nouvelle grille communale de densité à 7 niveaux définie par l'Insee en 2022.
Elle est située hors unité urbaine et hors attraction des villes,.

### Occupation des sols
L'occupation des sols de la commune, telle qu'elle ressort de la base de données européenne d’occupation biophysique des sols Corine Land Cover (CLC), est marquée par l'importance des forêts et milieux semi-naturels (64,5 % en 2018), une proportion identique à celle de 1990 (64,5 %). La répartition détaillée en 2018 est la suivante : 
forêts (64,5 %), terres arables (29,2 %), zones agricoles hétérogènes (6,3 %). L'évolution de l’occupation des sols de la commune et de ses infrastructures peut être observée sur les différentes représentations cartographiques du territoire : la carte de Cassini (XVIIIe siècle), la carte d'état-major (1820-1866) et les cartes ou photos aériennes de l'IGN pour la période actuelle (1950 à aujourd'hui).

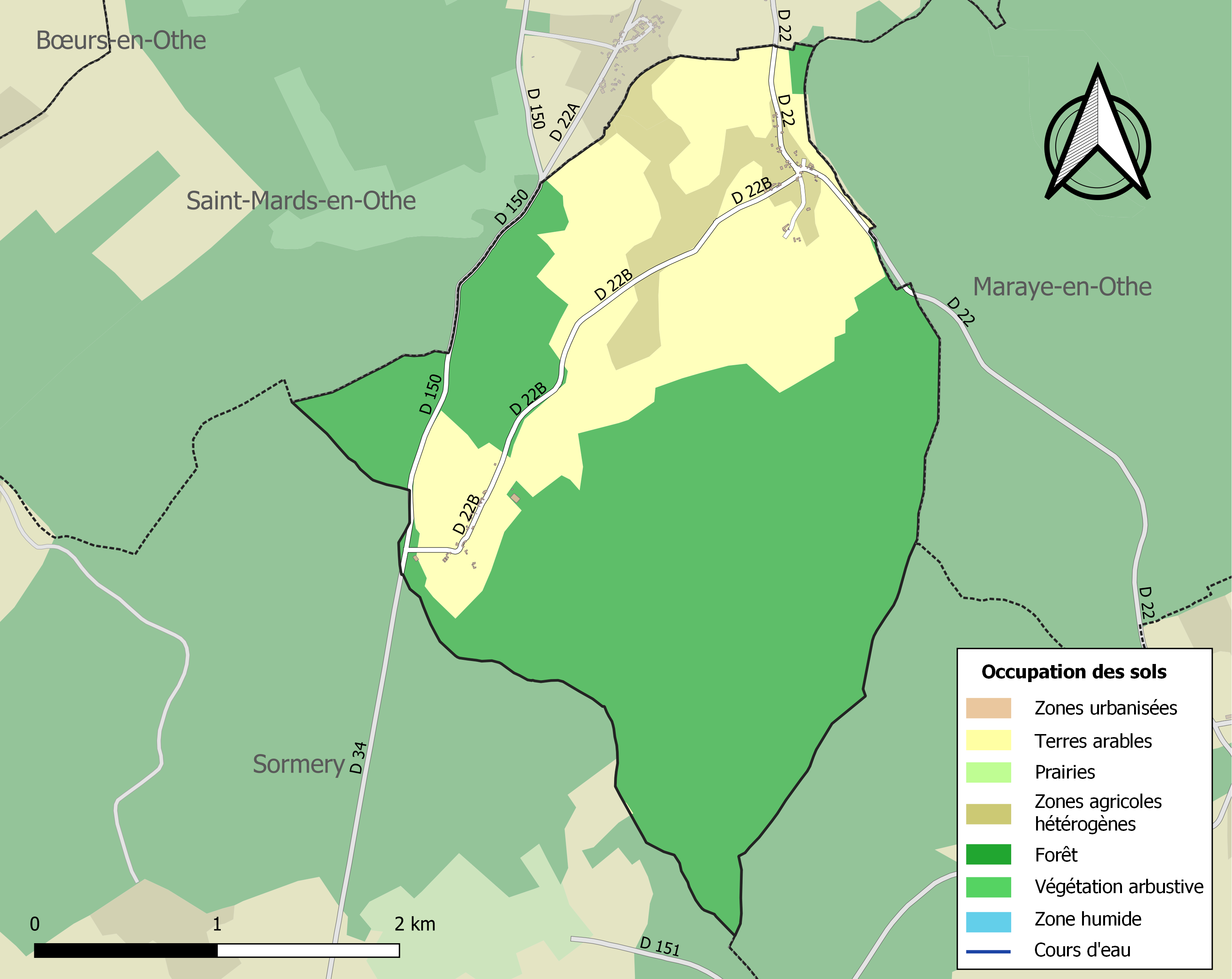
Carte des infrastructures et de l'occupation des sols de la commune en 2018 (CLC).

## Toponymie
Ce toponyme, comme la plupart des Nogent de France vient de novio-, élément gaulois signifiant "nouveau", et le suffixe *-entum indiquant un village, un habitat ; soit "le nouveau village".

## Histoire
En 1135, des disciples de Robert de Molesme (fondateur de l'ordre cistercien, mort en 1111) fondent un prieuré à Nogent-en-Othe. Il ne reste rien de ce premier établissement dont on ignore jusqu'à l'emplacement.
Les XIVe et XVe siècles constituent une période noire pour le village, qui dépérit entre les épidémies de peste et la guerre de Cent Ans.
Le bourg se relève au XVIe siècle, époque de la construction de l'actuelle église (1553). Il survivra aux périodes troublées qui suivirent (notamment aux guerres de Religion) jusqu'à nos jours.

## Politique et administration
À l'issue de l'élection présidentielle de 2017, le candidat de la France Insoumise, Jean-Luc Mélenchon, est arrivé en tête du premier tour dans la commune avec 34,38% des suffrages exprimés (11 voix); son meilleur résultat dans le département. Il devançait d'une seule voix Emmanuel Macron (31,25%) et de 7 voix la candidate frontiste Marine Le Pen (12,50%). À noter également la bonne performance de Benoît Hamon, qui obtient 3 voix, soit 9,38% des suffrages exprimés, contre 4,06% à l'échelle du département dans lequel, il s'agit de sa deuxième meilleure performance.
Le second tour s'est quant à lui soldé par la victoire par la victoire d'Emmanuel Macron (19 voix, soit 67,86% des suffrages exprimés, contre 9 voix et 32,14% des suffrages exprimés pour Marine Le Pen).
| Période                                  | Période       | Identité         | Étiquette | Qualité         |
| ---------------------------------------- | ------------- | ---------------- | --------- | --------------- |
| avant 1988                               | ?             | Roland Lazare    |           |                 |
| mars 2001                                | 2005          | Dominique Maison |           |                 |
| 2005                                     | mars 2014     | Olivier Roger    |           |                 |
| mars 2014                                | décembre 2023 | Antoine Gueben   | FG        | Cadre supérieur |
| Décembre 2023                            | En cours      | Olivier Roger    |           |                 |
| Les données manquantes sont à compléter. |               |                  |           |                 |

## Démographie
L'évolution du nombre d'habitants est connue à travers les recensements de la population effectués dans la commune depuis 1793. Pour les communes de moins de 10 000 habitants, une enquête de recensement portant sur toute la population est réalisée tous les cinq ans, les populations de référence des années intermédiaires étant quant à elles estimées par interpolation ou extrapolation. Pour la commune, le premier recensement exhaustif entrant dans le cadre du nouveau dispositif a été réalisé en 2006.

En 2022, la commune comptait 44 habitants, en évolution de −4,35 % par rapport à 2016 (Aube : +0,7 %, France hors Mayotte : +2,11 %).
| 1793 | 1800 | 1806 | 1821 | 1831 | 1836 | 1841 | 1846 | 1851 |
| ---- | ---- | ---- | ---- | ---- | ---- | ---- | ---- | ---- |
| 223  | 224  | 223  | 212  | 211  | 204  | 207  | 192  | 179  |

| 1856 | 1861 | 1866 | 1872 | 1876 | 1881 | 1886 | 1891 | 1896 |
| ---- | ---- | ---- | ---- | ---- | ---- | ---- | ---- | ---- |
| 180  | 176  | 161  | 152  | 137  | 134  | 137  | 127  | 128  |

| 1901 | 1906 | 1911 | 1921 | 1926 | 1931 | 1936 | 1946 | 1954 |
| ---- | ---- | ---- | ---- | ---- | ---- | ---- | ---- | ---- |
| 134  | 104  | 94   | 120  | 79   | 87   | 75   | 63   | 62   |

| 1962 | 1968 | 1975 | 1982 | 1990 | 1999 | 2006 | 2011 | 2016 |
| ---- | ---- | ---- | ---- | ---- | ---- | ---- | ---- | ---- |
| 62   | 59   | 44   | 39   | 34   | 38   | 36   | 40   | 46   |

| 2021 | 2022 | - | - | - | - | - | - | - |
| ---- | ---- | - | - | - | - | - | - | - |
| 45   | 44   | - | - | - | - | - | - | - |

## Lieux et monuments
Nogent-en-Othe possède une petite église dédiée à la Nativité de la Vierge . Elle remonte au XVIe siècle et a été inscrite à l'inventaire supplémentaire des monuments historiques en 2007. Sa restauration est en cours grâce à une association, l'ADENOTHE.
L'église est ornée de peintures murales datant de son origine, qui ont été entièrement restaurées de 2008 à 2012 grâce à l'action de l'Adenothe.

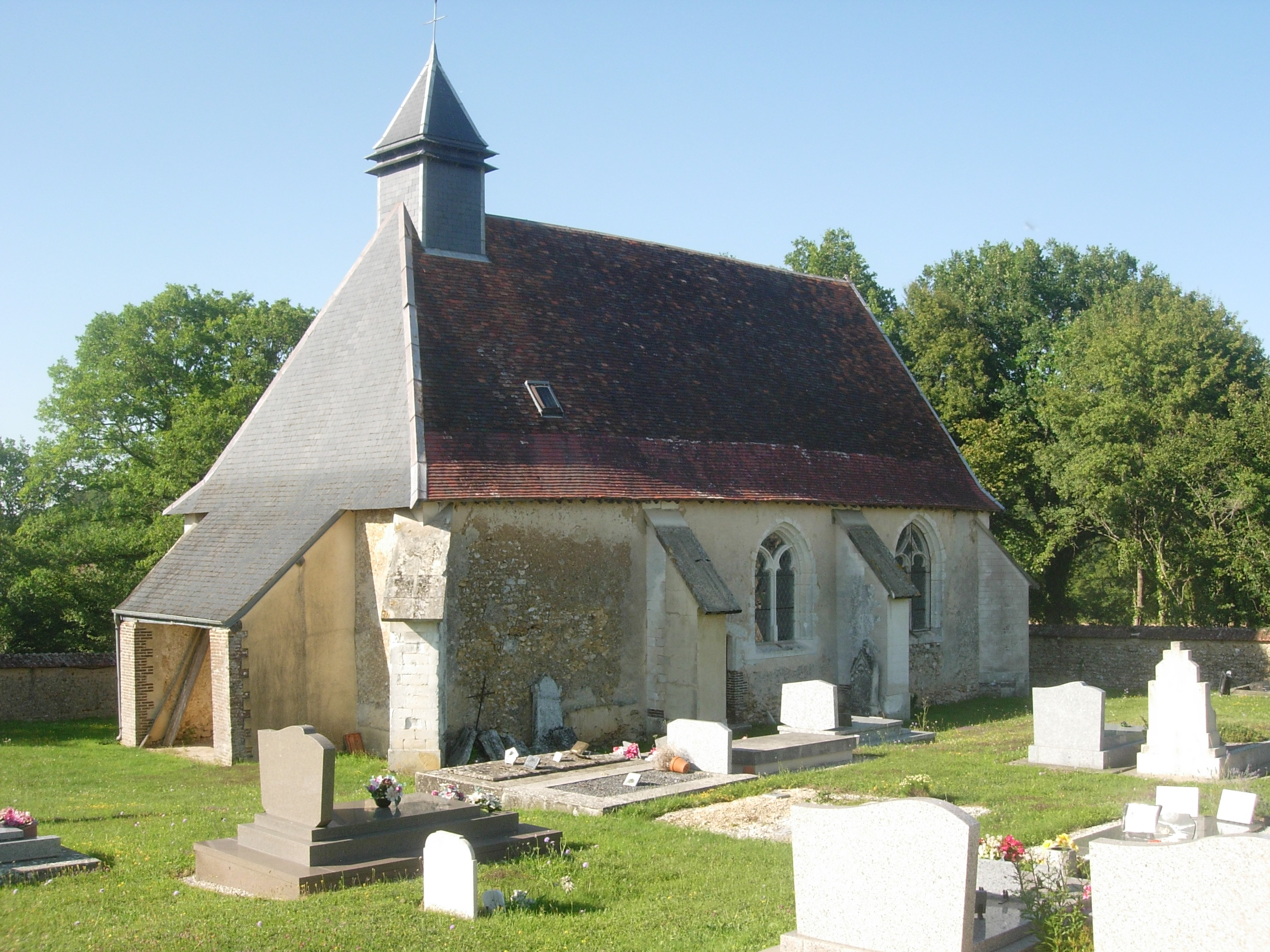
L' église entourée de son cimetière pittoresque.
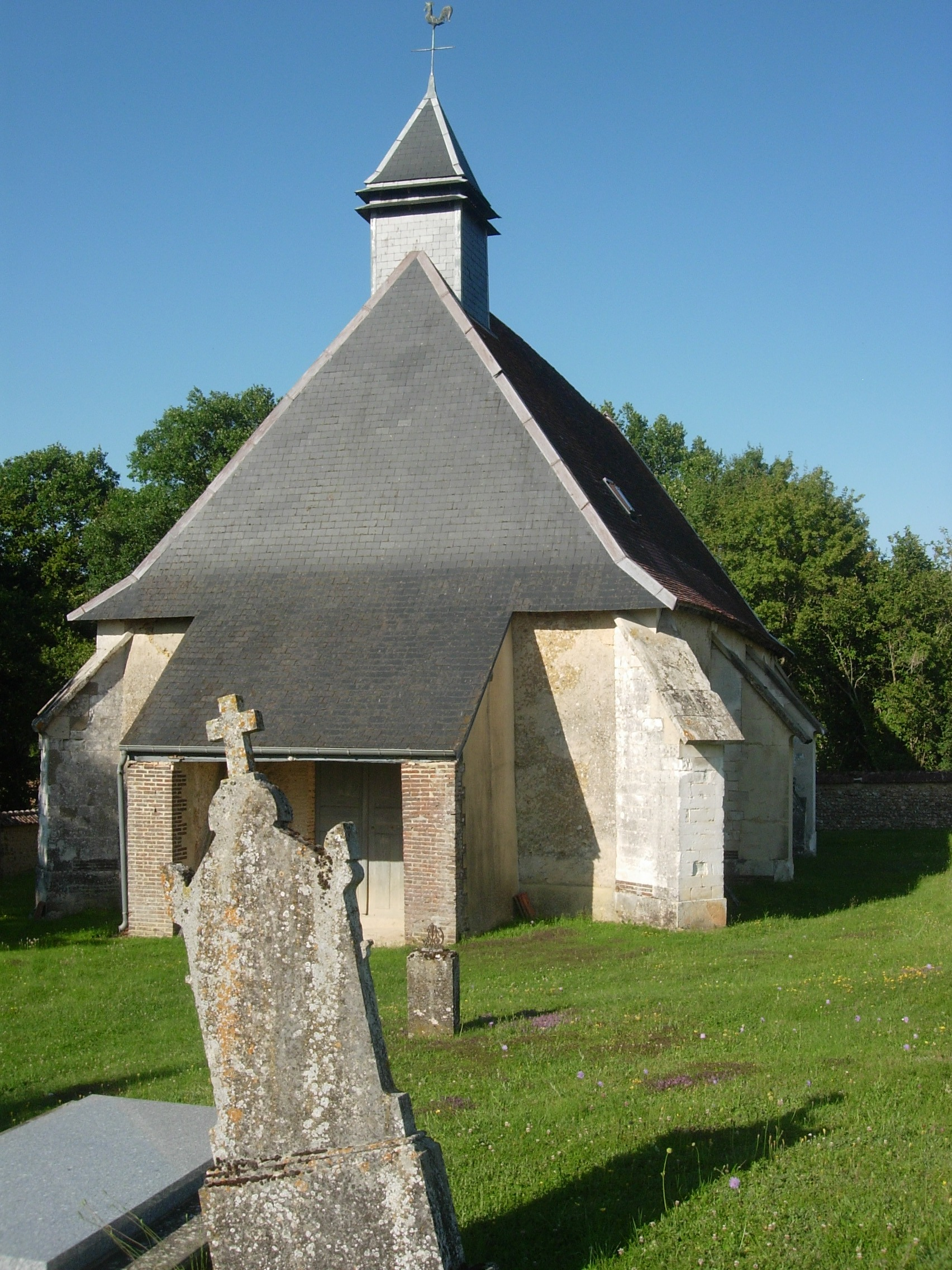
L' église.
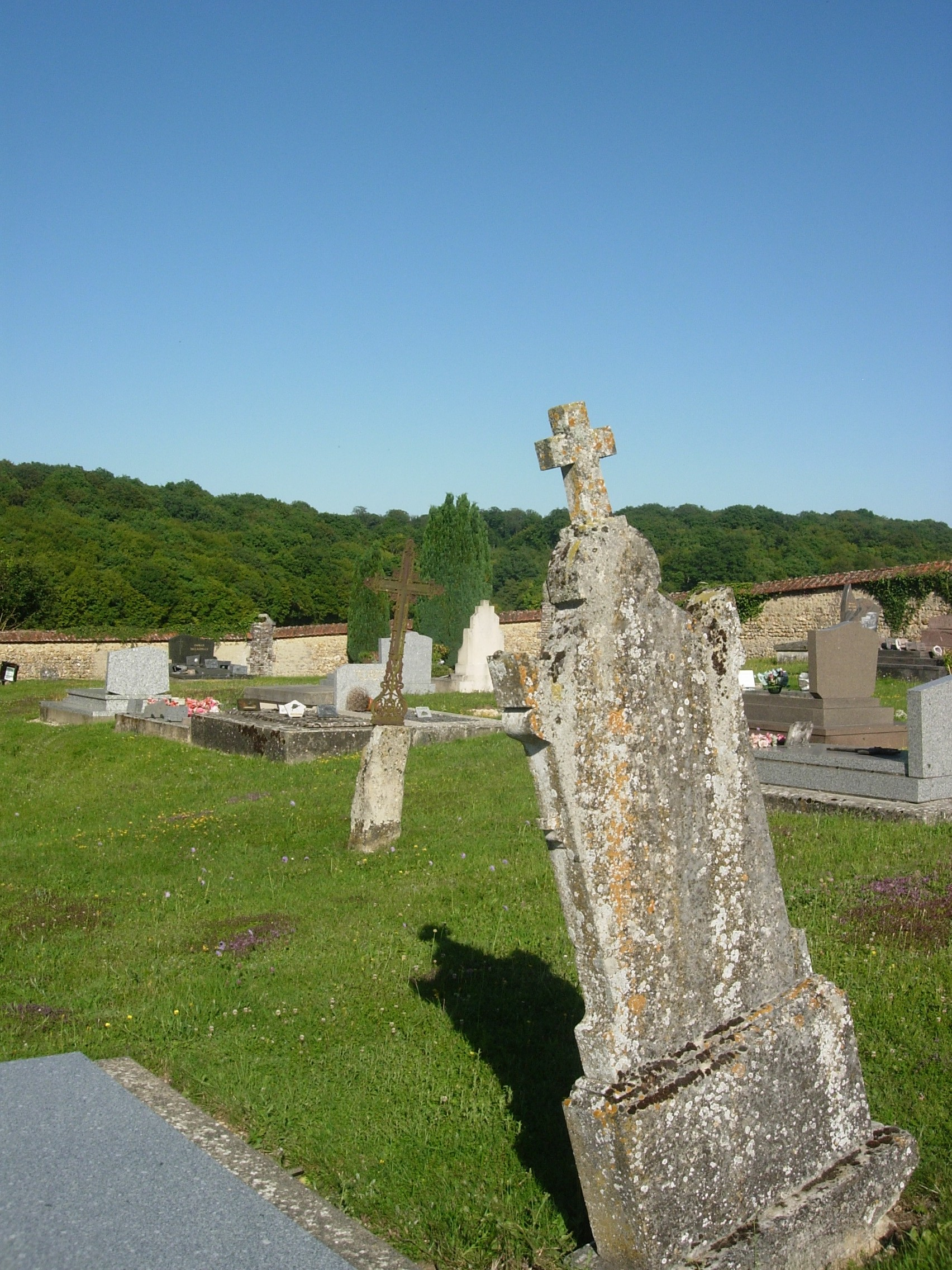
Le cimetière
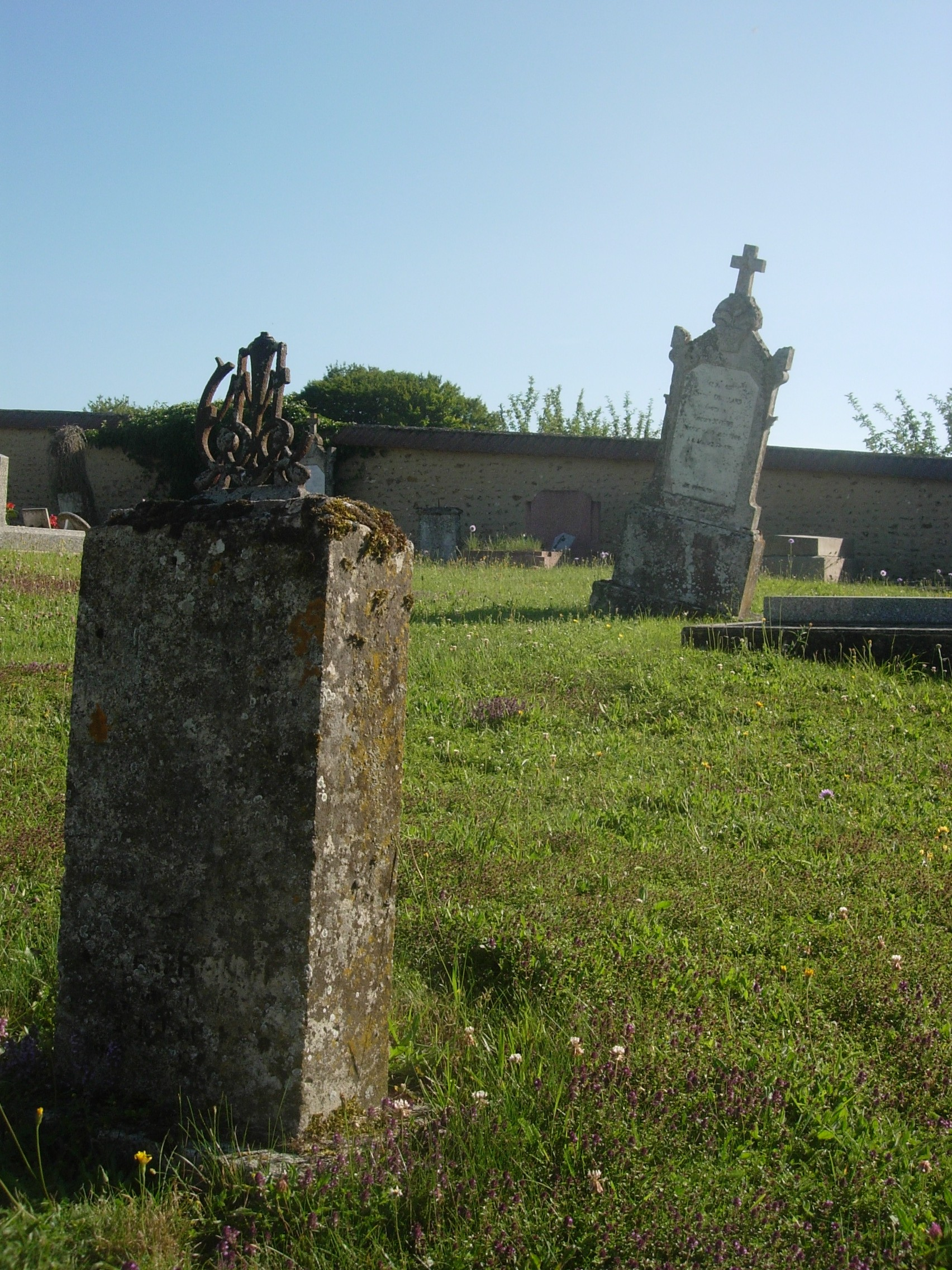
Le cimetière.
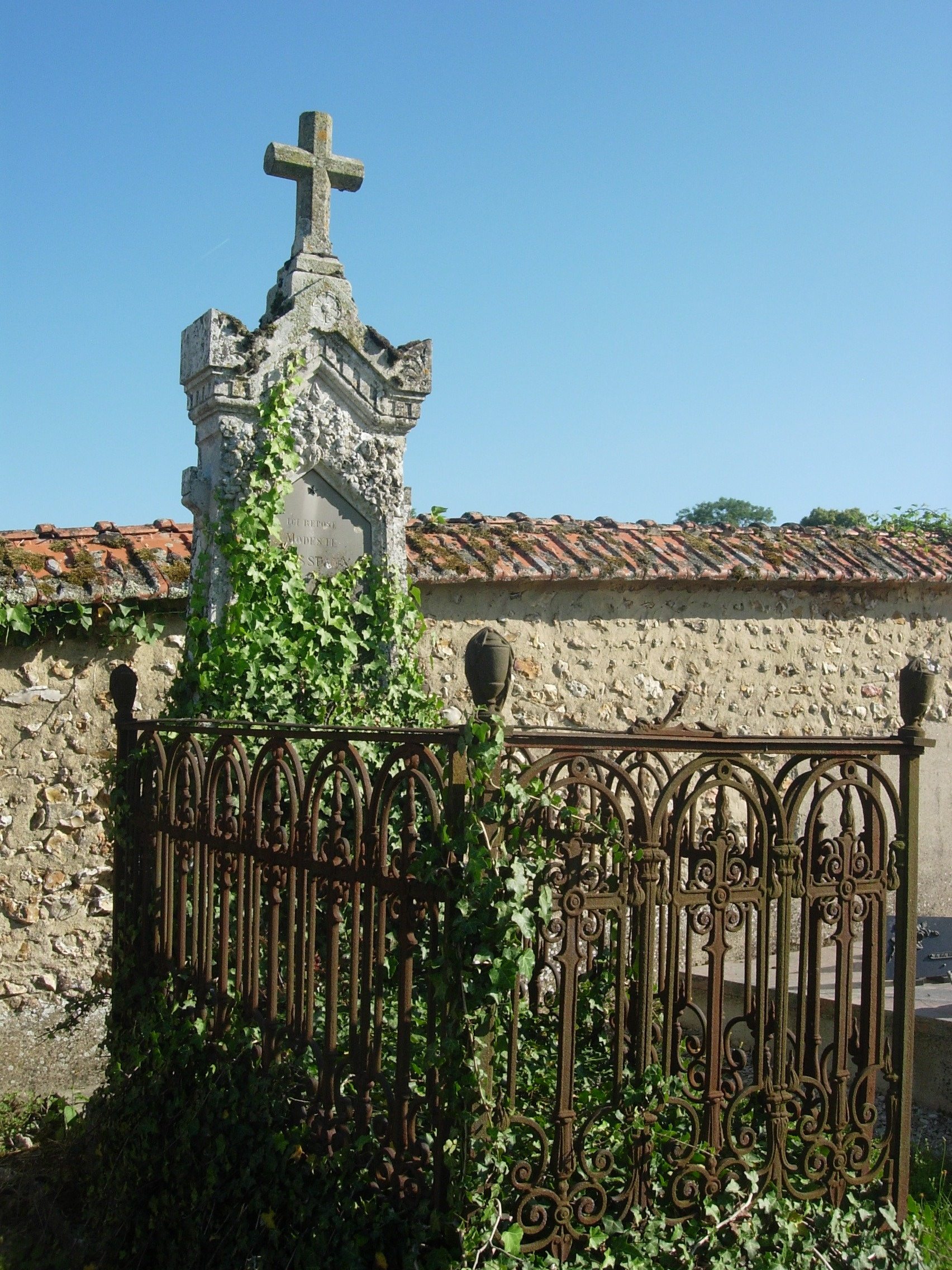
Le cimetière